# Pieter Nieuwland

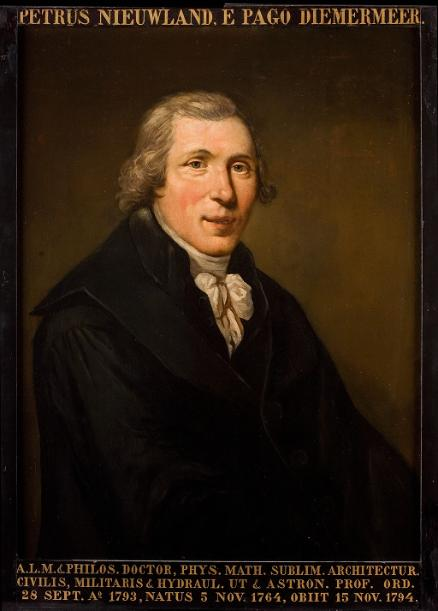
Leids hooglerarenportret van Pieter Nieuwland, Bijzondere Collecties Universiteitsbibliotheek Leiden.

Pieter Nieuwland (Diemermeer, 5 november 1764 – Leiden, 14 november 1794) was een Nederlands zeevaartkundige en dichter. Bij leven gold hij als een wonderkind, en werd hij wel de Nederlandse Isaac Newton genoemd. Hij was een van de zes leden van de Hollandse Scheikundigen.

## Levensloop
Pieter Nieuwland werd geboren als de zoon van de timmerman Berend Nieuwland en Marretje Klinkert. Al op jeugdige leeftijd kenmerkte hij zich door een grote leergierigheid en een formidabel geheugen. Bij de geboorte van zijn zoon was Berend al zesenvijftig jaar oud, wat hem niet verhinderde zijn vroeg ontwikkelde zoon de beginselen van de wiskunde bij te brengen. Toen de jonge Pieter al snel zijn vader voorbij streefde, werd zijn onderwijs voortgezet door de wiskundige Henricus Aeneae.
Nieuwland schreef al op zevenjarige leeftijd gedichten, en zijn genie trok de aandacht van de welgestelde broers De Bosch, die in de Watergraafsmeer een buitenverblijf hadden. Zij wierpen zich op als mecenas voor de jongen; ze financierden zijn studie aan het Athenaeum Illustre in Amsterdam, en Jeronimo de Bosch bracht hem persoonlijk het Latijn bij.
Aan het Athenaeum volgde hij onderricht in de Letterkunde van de hoogleraar Herman Tollius, vertaalde hij verscheidene Griekse en Latijnse werken in het Nederlands, en schreef en verdedigde hij een dissertatie over de stoïcijnse filosoof Gaius Musonius Rufus. Nieuwland schreef gedichten, ook in het Frans en het Latijn, die tot in de negentiende eeuw herdrukt werden.
In 1789 werd Nieuwland docent in astronomie, wiskunde en meetkunde aan het Amsterdamse Athenaeum Illustre. Na de dood van zijn vrouw in 1791 reisde Nieuwland naar Duitsland, waar hij onder meer Franz Xaver von Zach bezocht. In 1793 werd Nieuwland als hoogleraar aangesteld aan de Universiteit Leiden waar hij de Sterrewacht Leiden leidde. 

## Ziekte en overlijden
Ruim een jaar later stierf Nieuwland op 30-jarige leeftijd. De oorzaak was zijn tijdgenoten onduidelijk. Zijn vriend, de wis- en natuurkundige Jean Henri van Swinden stelde in zijn lijkrede:
Bij het begin van de ziekte die hem ten grave heeft doen dalen, toen zijn geneesheer en vriend, de hoogleraar Du Pui, nog geen gevaar zag of zien kon, was Nieuwland reeds in de volle verwachting, dat hij van die ziekte niet zoude opstaan. Hij maakte [...] schikkingen, die zijn overtuiging ten volle toonden, al had hij zich daar over niet uitdrukkelijk uitgelaten; [...] hij was met enkele van die schikkingen, die totaal niet met zijn gewoonte overeenkwamen, reeds enige weken vroeger begonnen. [...] Hoe het zij; Nieuwland was op zijn einde bedacht, en toen zelfs ging hem het welzijn van zijn vrienden en naaste betrekkingen nog ter harte. Toen de aard der ziekte hem het spreken moeilijk maakte, toonde hij nog dui̟delijk dat hij om zijn Moeder bekommerde [...].

Toen de ziekte na een zeer gevaarlijk verloop op de laatste dag ten gunste leek te keren, maakte een geweldige en totaal onverwachte stuip een einde aan Nieuwlands dierbaar leven.:p. 103-105
Bij een Duitse vertaling van de lijkrede, uitgegeven in 1798, wordt nog gesteld dat hij overleed door een ontsteking aan de hals, waar later koorts bijkwam.
Nieuwland ligt begraven op begraafplaats Rustoord in Diemen.

## Eerbetoon
Het Pieter Nieuwland College in Amsterdam is naar hem genoemd. Ook zijn er straten in Amsterdam en Utrecht naar hem vernoemd. 